# Hidasnémeti
Hidasnémeti is een plaats (község) en gemeente in het Hongaarse comitaat Borsod-Abaúj-Zemplén. Hidasnémeti telt 1200 inwoners (2001).